# Gigantes de Carolina 2017 (pallavolo maschile)
Questa voce raccoglie le informazioni riguardanti i Gigantes de Carolina nelle competizioni ufficiali della stagione 2017.

## Organigramma societario
Area direttiva
- Presidente: Nelsón Pérez

Area tecnica
- Primo allenatore: Oswald Antonetti

## Rosa
| N° | Nome                  | Ruolo | Data di nascita  | Nazionalità sportiva |
| -- | --------------------- | ----- | ---------------- | -------------------- |
| 1  | Fabián Rohena         | C     | 5 gennaio 1994   | Porto Rico           |
| 2  | Gregory Berríos       | L     | 24 gennaio 1979  | Porto Rico           |
| 3  | Luis Guillermo García | P     | 5 gennaio 1995   | Porto Rico           |
| 4  | Víctor González       | S     | 23 giugno 1993   | Porto Rico           |
| 6  | Josué Rivera          | S     | 14 aprile 1992   | Porto Rico           |
| 7  | Kevin López           | S     | 24 aprile 1995   | Porto Rico           |
| 8  | Arnel de Jesús        | C     | 30 luglio 1990   | Porto Rico           |
| 9  | Derwin Flores         | C     | -                | Porto Rico           |
| 10 | Carlos Faccio         | P     | 14 aprile 1994   | Porto Rico           |
| 12 | Francisco Nieves      | P     | 1º maggio 1995   | Porto Rico           |
| 15 | Jair Santiago         | O     | 24 agosto 1995   | Porto Rico           |
| 17 | Jean Carlos Ortíz     | O     | 23 febbraio 1988 | Porto Rico           |

## Mercato
| Acquisti | Acquisti              | Acquisti              | Acquisti   |
| R.       | Nome                  | da                    | Modalità   |
| -------- | --------------------- | --------------------- | ---------- |
| P        | Luis Guillermo García | Springfield           | definitivo |
| S        | Josué Rivera          | Plataneros de Corozal | definitivo |
| S        | Kevin López           | Cariduros de Fajardo  | definitivo |
| C        | Derwin Flores         | Patriotas de San Juan | definitivo |
| P        | Carlos Faccio         | -                     | definitivo |
| P        | Francisco Nieves      | Turabo                | definitivo |
| O        | Jean Carlos Ortíz     | Hapoël Mateh Asher    | definitivo |

| Cessioni | Cessioni            | Cessioni             | Cessioni   |
| R.       | Nome                | a                    | Modalità   |
| -------- | ------------------- | -------------------- | ---------- |
| S        | José Rivera         | -                    | definitivo |
| P        | Juan Miranda        | -                    | definitivo |
| S/L      | Christopher Berríos | -                    | definitivo |
| S        | Raynel Sánchez      | -                    | definitivo |
| S        | Yunieski Ramírez    | Capitanes de Arecibo | definitivo |
| P        | Jonathan Rivera     | Team Pineapple       | definitivo |
| C        | José Quiñones       | Cafeteros de Yauco   | definitivo |
| O        | Héctor Rivera       | Gigantes de Adjuntas | definitivo |

## Risultati

### LVSM

#### Regular season
| 1ª giornata - 8 settembre 2017 Coliseo Gelito Ortega, Naranjito    | Changos de Naranjito | -     | Gigantes de Adjuntas | [ 1 ]               |
| 2ª giornata - 10 settembre 2017 Coliseo Guillermo Angulo, Carolina | Gigantes de Carolina | -     | Capitanes de Arecibo | [ 1 ]               |
| 3ª giornata - 14 settembre 2017 Coliseo Guillermo Angulo, Carolina | Gigantes de Carolina | 3 - 0 | Gigantes de Adjuntas | 25-19, 25-17, 25-20 |
| 4ª giornata - 16 settembre 2017 Coliseo Guillermo Angulo, Carolina | Gigantes de Carolina | 3 - 0 | Mets de Guaynabo     | 25-21, 26-24, 25-14 |

## Statistiche

### Statistiche di squadra
| Competizione | Punti | In casa | In casa | In casa | In trasferta | In trasferta | In trasferta | Totale | Totale | Totale |
| Competizione | Punti | G       | V       | P       | G            | V            | P            | G      | V      | P      |
| ------------ | ----- | ------- | ------- | ------- | ------------ | ------------ | ------------ | ------ | ------ | ------ |
| LVSM         | 6     | 2       | 2       | 0       | 0            | 0            | 0            | 2      | 2      | 0      |
| Totale       | -     | 2       | 2       | 0       | 0            | 0            | 0            | 2      | 2      | 0      |

G = partite giocate; V = partite vinte; P = partite perse